# عمر عملیاتی با دمای بالا
عمر عملیاتی با دمای بالا (به انگلیسی: High-temperature operating life) (اختصاری اچ‌تی‌اوال) یک آزمون قابلیت‌اطمینان است که برای تعیین قابلیت‌اطمینان ذاتی مدارهای مجتمع (آی‌سی) اعمال می‌شود. این آزمون آی‌سی را در دمای بالا، ولتاژ بالا و عملکرد پویا برای مدت زمان از پیش تعریف‌شده تحت تنش قرار می‌دهد. آی‌سی معمولاً تحت تنش نظارت می‌شود و در فواصل زمانی متوسط آزمایش می‌شود. این آزمون استرس قابلیت اطمینان گاهی به‌عنوان آزمون طول‌عمر، آزمون عمر افزاره یا آزمون عیب‌پویی نامیده می‌شود و برای راه‌اندازی حالت‌های خراب احتمالی و ارزیابی طول‌عمر آی‌سی استفاده می‌شود.
انواع مختلفی از اچ‌تی‌اوال وجود دارد:
| انواع اچ‌تی‌اوال  | شماتیک | توضیحات                                                                                   |
| --------------- | ------ | ----------------------------------------------------------------------------------------- |
| استا            |        | آی‌سی در شرایط ایستا و ثابت تحت فشار قرار می‌گیرد، آی‌سی تغییروضعیت نمی‌دهد.                  |
| پویا            |        | محرک ورودی برای تغییروضعیت گره‌های داخلی افزاره.                                           |
| نظارت‌شده        |        | محرک ورودی برای تغییروضعیت گره‌های داخلی افزاره. خروجی زنده کارایی آی‌سی را نشان می‌دهد.     |
| درمحل آزمایش‌شده |        | محرک ورودی برای تغییروَضعیت گره‌های داخلی افزاره. خروجی پاسخگو کارایی آی‌سی را آزمایش می‌کند. |

- اسناد AEC[۱]
- استانداردهای JEDEC[۲]
- استانداردهای Mil[۳]

## ملاحظات طراحی
هدف اصلی اچ‌تی‌اوال این است که افزاره را به گونه‌ای پیر کند که یک آزمایش کوتاه اجازه دهد طول‌عمر آی‌سی پیش‌بینی شود (مثلاً ۱۰۰۰ ساعت اچ‌تی‌اوال حداقل "X" سال کارکرد را پیش‌بینی می‌کند). فرایند اچ‌تی‌اوال خوب باید از عملکرد اچ‌تی‌اوال آرام جلوگیری کند و همچنین از فشار بیش از حد آی‌سی جلوگیری می‌کند. این روش تمام بلوک‌های سازنده آی‌سی را پیر می‌کند تا حالت‌های خرابی مربوطه در یک آزمایش قابلیت‌اطمینان کوتاه تریگر و پیاده‌سازی شوند. یک چندبرابرکننده دقیق که به‌عنوان ضریب شتاب (AF) شناخته می‌شود، عملیات طولانی مدت را شبیه‌سازی می‌کند.
برای آزمون استرس اچ‌تی‌اوال مؤثر، چندین متغیر باید در نظر گرفته شود:
1. ضریب تغییروضعیت دیجیتال
2. عملکرد ماژول‌های آنالوگ
3. فعالیت حلقه ورودی/خروجی
4. طراحی ناظر
5. دمای محیط (Ta)
6. دمای پیوند (Tj)
7. تنش ولتاژ (Vstrs)
8. ضریب شتاب (AF)
9. مدت‌زمان آزمون (t)
10. اندازه نمونه (SS)

### ضریب تغییروَضعیت دیجیتال
ضریب تغییروَضعیت دیجیتال (دی‌تی‌اف) تعداد ترانزیستورهایی را نشان می‌دهد که در طول آزمون استرس نسبت به تعداد کل دروازه‌ها در بخش دیجیتال آی‌سی تغییر حالت می‌دهند. در واقع، DTF درصدی از تغییروضعیت ترانزیستورها در یک واحد زمان است. واحد زمان نسبت به فرکانس تغییروضعیت است و معمولاً توسط تنظیمات اچ‌تی‌اوال در محدوده ۱۰ تا ۲۰ مگاهرتز محدود می‌شود.

### عملکرد ماژول‌های آنالوگ
روند اخیر ادغام هر چه بیشتر قطعات الکترونیکی در یک تراشه واحد به عنوان سامانه روی تراشه (SoC) شناخته می‌شود.

### فعالیت حلقه ورودی/خروجی
رابط بین «جهان بیرون» و آی‌سی ازمیان حلقه ورودی/خروجی (I/O) ایجاد می‌شود. این حلقه شامل پایانه‌های ورودی/خروجی تغذیه، پایانه‌های ورودی/خروجی دیجیتال و پایانه‌های ورودی/خروجی آنالوگ است. ورودی/خروجی‌ها (معمولاً) از طریق بسته آی سی به «دنیای خارج» متصل می‌شوند و هر ورودی/خروجی دستورالعمل‌های دستوری خاص خود را اجرا می‌کند، به عنوان مثال، پایانه‌های JTAG، پایانه‌های منبع تغذیه آی‌سی و غیره. هدف مهندسی قابلیت‌اطمینان، پیر کردن تمام I/Oها است. مانند سایر عناصر آی‌سی. این را می‌توان با استفاده از عملیات اسکن مرزی به دست آورد.

### طراحی ناظر
همان‌طور که قبلاً ذکر شد، هدف اصلی اچ‌تی‌اوال پیری نمونه‌ها توسط تنش دینامیکی در ولتاژ و/یا دمای بالا است. در طول عملیات اچ‌تی‌اوال، ما باید مطمئن شویم که آی سی فعال است، تغییروضعیت می‌دهد و دائماً کار می‌کند.

### دمای محیط (Ta)
طبق استانداردهای جدک، اتاقک محیطی باید قادر به حفظ دمای مشخص شده در محدوده خطا سراسری ۵± درجه سانتیگراد درحالی که قطعات بارگذاری شده و بدون تغذیه هستند، باشد. اتاقک‌های محیطی امروزی قابلیت‌های بهتری دارند و می‌توانند پایداری دما را در محدوده سراسری ۳± درجه سانتی گراد از خود نشان دهند.

### دمای پیوند (Tj)
آی‌سی‌های کم توان را می‌توان بدون توجه عمده به اثرات خودگرمایشی تحت فشار قرار داد. با این حال، به دلیل مقیاس‌بندی فناوری و تغییرات تولید، اتلاف انرژی در یک افزاره تولیدی واحد می‌تواند تا ۴۰ درصد متفاوت باشد. این تغییرات، علاوه بر آی‌سی با قدرت بالا، کنترل‌های دمای تماس پیشرفته را برای تسهیل سامانه‌های کنترل فردی برای هر آی‌سی ضروری می‌سازد.

### تنش ولتاژ (Vstrs)
ولتاژ کار باید حداقل حداکثر تعیین شده برای افزاره باشد. در برخی موارد ولتاژ بالاتری برای به‌دست آوردن شتاب طول‌عمر از ولتاژ و همچنین دما اعمال می‌شود.
برای تعیین حداکثر تنش ولتاژ مجاز می‌توان روش‌های زیر را در نظر گرفت:
1. تحمیل ۸۰٪ ولتاژ شکست.
2. تحمیل شش سیگما کمتر از ولتاژ شکست.
3. تنظیم اضافه ولتاژ را بالاتر از حداکثر ولتاژ تعیین‌شده. سطح اضافه ولتاژ ۱۴۰ درصد از حداکثر ولتاژ گاهی برای کاربردهای MIL و خودرو استفاده می‌شود.

### ضریب شتاب (AF)
ضریب شتاب (ای‌اف) ضریب فزاینده‌ای است که طول‌عمر محصول در سطح تنش شتاب‌دار را به طول‌عمر در سطح تنش استفاده مرتبط می‌کند.
یک ای‌اف ۲۰ یعنی ۱ ساعت در شرایط تنش معادل ۲۰ ساعت در شرایط مفید است.
چندین مدل ای‌اف‌وی (به انگلیسی: voltage acceleration factor) وجود دارد:
1. مدل E یا مدل نمایی شتاب میدان/ولتاژ ثابت.
2. مدل 1/E یا به‌طور معادل، مدل تزریق حفره آندی؛
3. مدل V، که در آن نرخ شکست نمایی نسبت به ولتاژ است
4. آزادسازی هیدروژن آند برای مدل توزیع‌توانی

### مدت‌زمان آزمون (t)
مدت زمان تست قابلیت اطمینان، طول عمر کافی دستگاه را تضمین می‌کند.
به عنوان مثال، با انرژی فعال‌سازی ۰٫۷ الکترون‌ولت، ۱۲۵ درجه سانتی گراد دمای تنش و ۵۵ درجه سانتی گراد دمای استفاده، ضریب شتاب (معادله آرنیوس) ۷۸٫۶ است. این بدان معناست که مدت‌زمان تنش ۱۰۰۰ ساعت معادل ۹ سال استفاده است. مهندس قابلیت اطمینان در مورد مدت زمان آزمون صلاحیت تصمیم می‌گیرد. عملکرد خوب صنعتی ۱۰۰۰ ساعت را در دمای پیوند ۱۲۵ درجه سانتی گراد را می‌طلبد

### اندازه نمونه (SS)
چالش سامانه‌های ارزیابی قابلیت‌اطمینان و صلاحیت جدید، تعیین سازوکارهای شکست مربوطه برای بهینه‌سازی حجم نمونه است.
طرح‌های نمونه از نظر آماری از ریسک سازنده، ریسک مصرف‌کننده و نرخ شکست مورد انتظار استخراج می‌شوند. طرح نمونه‌گیری متداول مورد استفاده صفر رَدی از ۲۳۰ نمونه برابر با سه رَدی از ۶۶۸ نمونه با فرض LTPD = ۱ و فاصله اطمینان ۹۰ درصد است.